# TVT Records
TVT Records (Television Tunes; в переводе с англ. Телевизионные Мелодии) — американская звукозаписывающая компания, основанная Стивом Готлибом в 1985 году. Первоначально TVT Records был известен главным образом тем, что выпускал аудиокниги и телевизионные джинглы. Тем не менее лейбл смог развиться до крупной и известной компании. За годы деятельности TVT Records выпустил для продажи множество музыкальных альбомов и синглов, среди которых 25 золотых, платиновых и мульти-платиновых записей. Одними из самых известных артистов, сотрудничавших с компанией, были Nine Inch Nails, Sevendust, Underworld, Джеффри «Ja Rule» Аткинс, Лил Джон, Snoop Dogg, The KLF и Pitbull.
В 2007 году у компании возникли серьёзные финансовые проблемы. В первую очередь это было связано с судебным процессом с лейблом Slip-N-Slide Records, которому TVT проиграл 9 млн $, что фактически разорило компанию. Хотя Стив Готлиб был уверен в удачном исходе и решении финансовых проблем TVT Records, в июне 2008 года компания была признана банкротом, а права на дальнейшее распространение релизов, выпускавшихся на TVT, перешли компаниям The Orchard и Reservoir Media Management.